# NGC 6187
NGC 6187 (другие обозначения — MCG 10-23-79, ZWG 298.42, ZWG 299.2, NPM1G +57.0211, PGC 58429) — галактика в созвездии Дракон.
Этот объект входит в число перечисленных в оригинальной редакции «Нового общего каталога».